# Вибори до Державної думи Росії 2016

Результати на виборах у Держдуму 2016

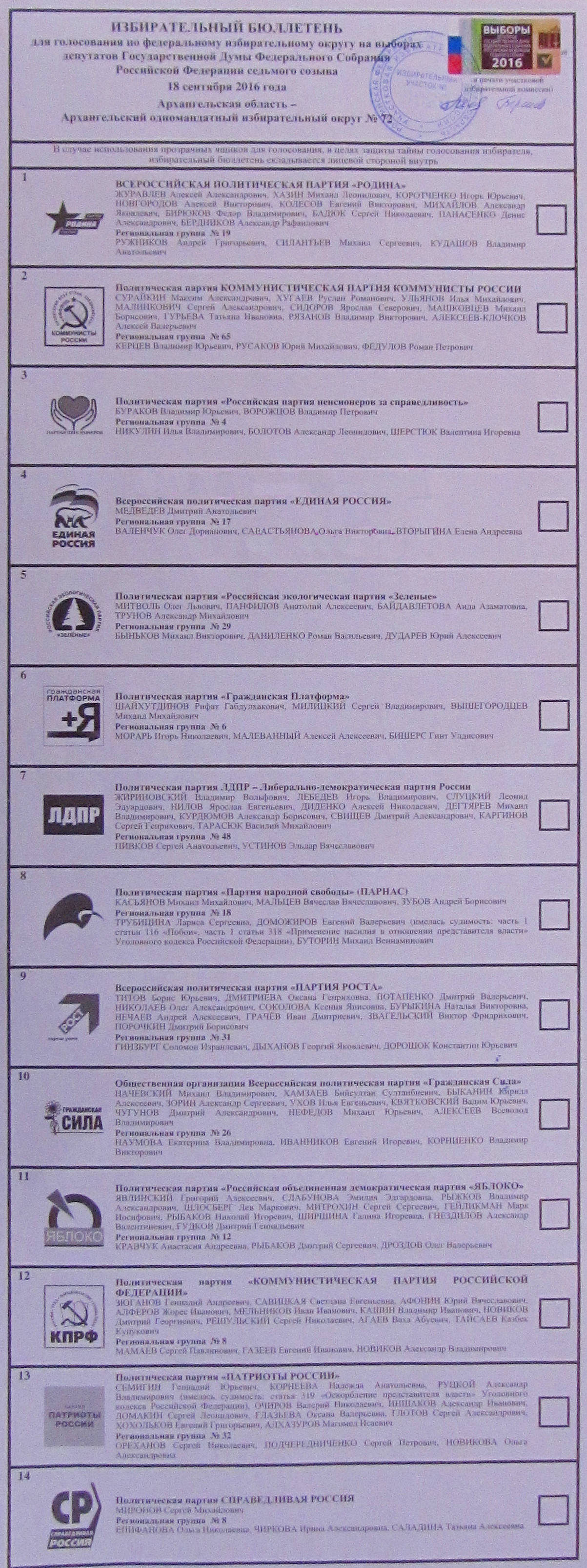
Бюлетені виборів до Держдуми 2016

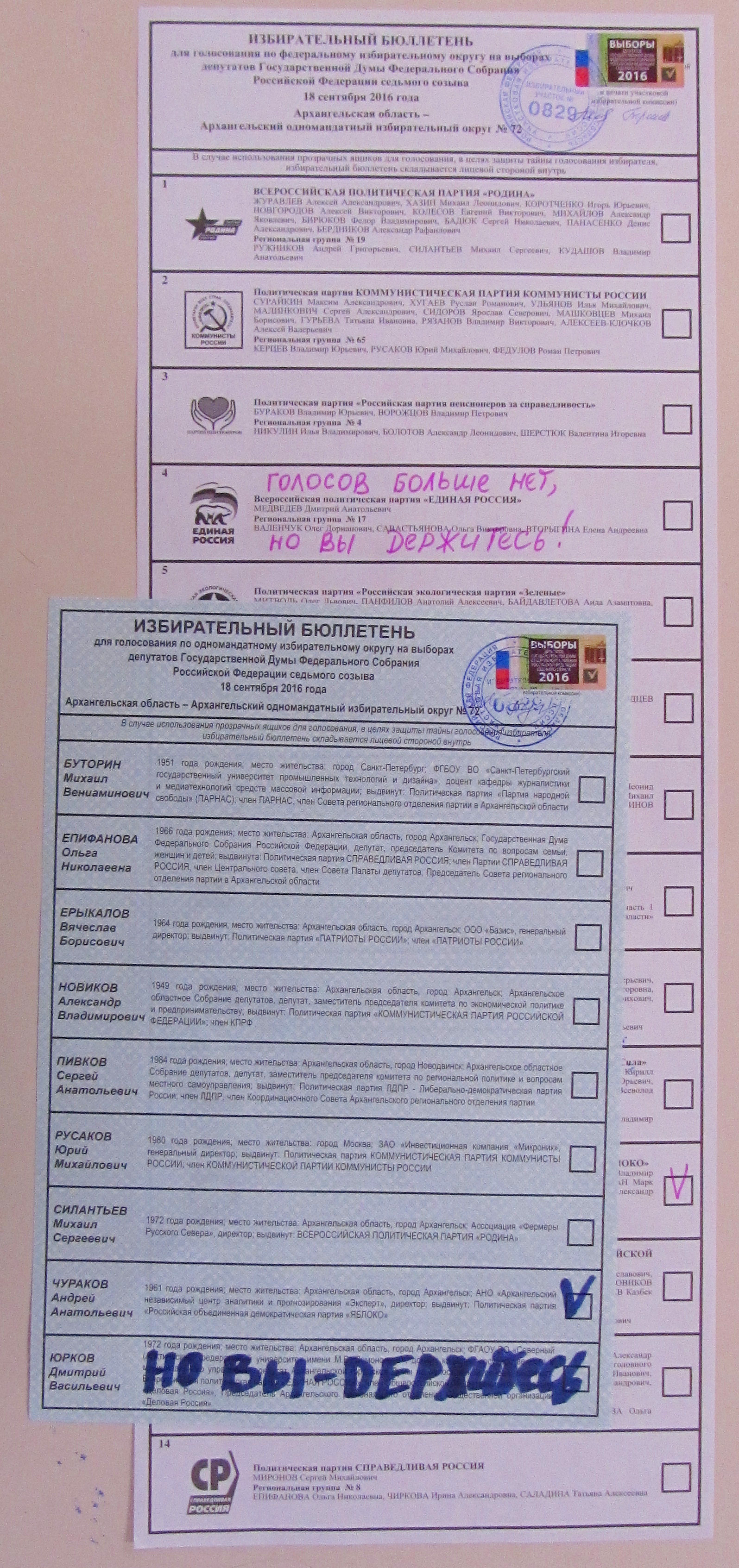
Зіпсовані бюлетені на виборах у Держдуму 2016

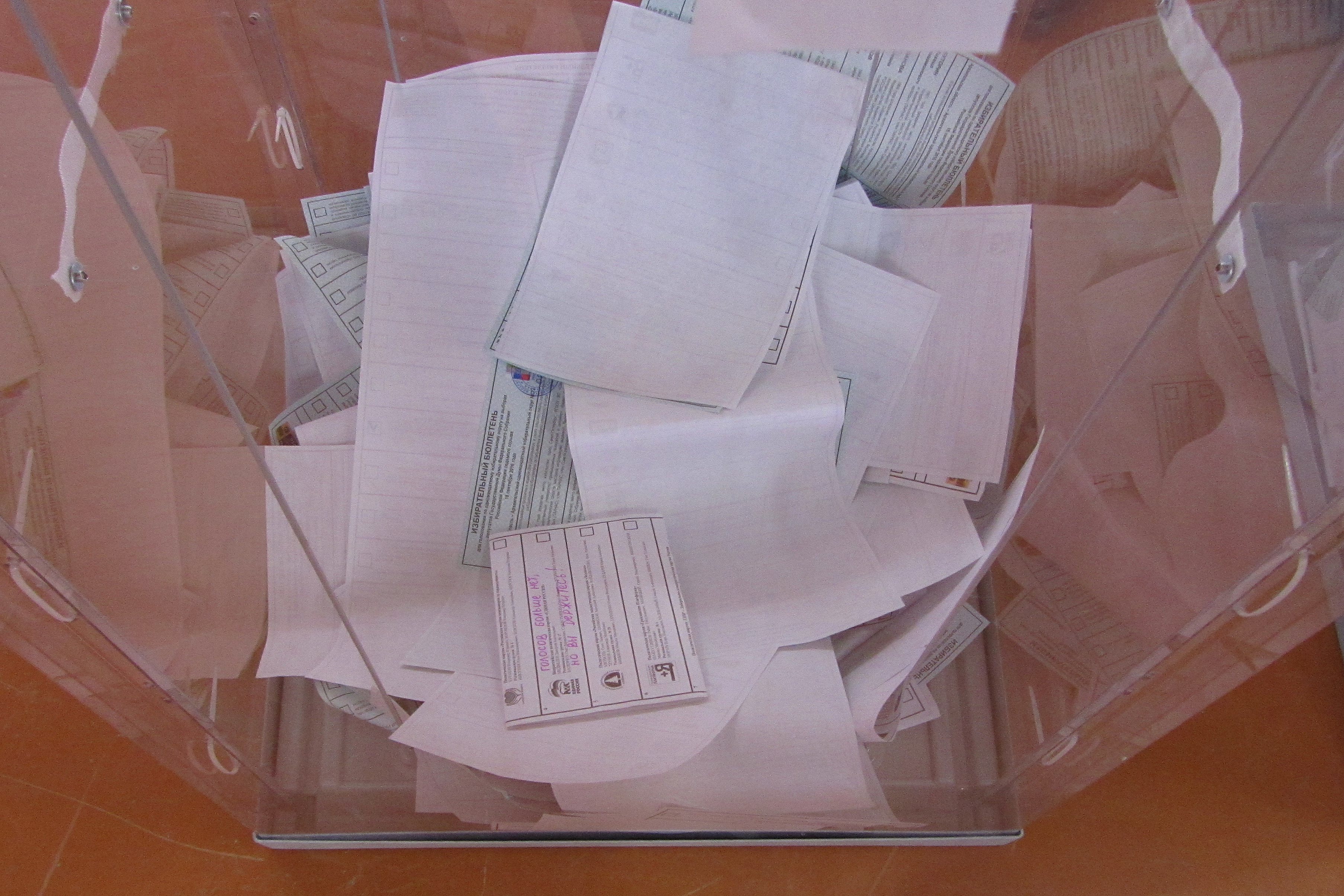
Бюлетені у виборчій урні

Ви́бори до Держа́вної Ду́ми Росі́ї 2016 — вибори до Державної Думи Російської Федерації, що відбулись 18 вересня 2016 року.
Верховною Радою України вибори визнані нелегітимними.

## Правила та особливості проведення
Вибори пройшли за змішаною виборчою системою: з 450 депутатів 225 були обрані за партійними списками по єдиному федеральному округу (пропорційна система), а ще 225 — по одномандатних округах (мажоритарна система). Для попадання в думу за пропорційною системою партіям необхідно подолати 5 % бар'єр, а кандидатам в округах досить отримати відносну більшість голосів.
6 липня 2016 Конституційний суд Росії ухвалив рішення, яким, посилаючись на презумпцію добросовісності органів публічної влади, заборонив присутність спостерігачів на виборах до Держдуми Росії 2016 року.

## Результати

### Дані екзит-полу
За даними екзит-полу на день виборів в Державну Думу Росії проходили чотири партії: Єдина Росія — 44,5 %, ЛДПР — 15,3 %, КПРФ — 14,9 %, Справедлива Росія — 8,1 %.

### Явка
За результатами обробки 93 % бюлетенів, явка визнана рекордно низькою в 47,81 %. Також, голосування пройшло в окупованому Росією Криму, за заявою Freedom House воно було невільним та несправедливим.

### Офіційні результати
За офіційними результатами, при обробці 100 % бюлетенів, 54,20 % виборців проголосували за «Єдину Росію», 13,34 % — за «КПРФ», 13,14 % — за «ЛДПР», 6,22 % — «Справедлива Росія».

### Результати по регіонах[6]
| Регіон                             | явка   | ЄР      | КПРФ    | ЛДПР    | СР      | КР     | Яблуко | РППС   | Родіна |
| ---------------------------------- | ------ | ------- | ------- | ------- | ------- | ------ | ------ | ------ | ------ |
| Республіка Адигея                  | 53,9 % | 59,45 % | 13,37 % | 12,66 % | 4,83 %  | 2,23 % | 0,89 % | 1,35 % | 1,13 % |
| Алтайський край                    | 40,7 % | 35,19 % | 17,25 % | 19,82 % | 13,78 % | 3,36 % | 2,03 % | 1,76 % | 1,15 % |
| Республіка Алтай                   | 45,1 % | 48,81 % | 18,89 % | 12,73 % | 4,10 %  | 2,69 % | 0,81 % | 1,36 % | 5,66 % |
| Амурська область                   | 42,4 % | 37,91 % | 16,62 % | 29,00 % | 4,15 %  | 2,49 % | 0,91 % | 2,54 % | 1,28 % |
| Архангельська область              | 36,5 % | 44,48 % | 12,78 % | 19,73 % | 9,17 %  | 1,97 % | 2,00 % | 2,99 % | 1,62 % |
| Астраханська область               | 36,9 % | 42,22 % | 14,18 % | 13,13 % | 17,56 % | 3,31 % | 0,99 % | 1,57 % | 1,10 % |
| Байконур                           | 43,1 % | 42,64 % | 11,98 % | 29,73 % | 2,42 %  | 1,65 % | 1,03 % | 2,70 % | 1,94 % |
| Республіка Башкортостан            | 69,7 % | 56,37 % | 18,62 % | 11,29 % | 6,88 %  | 1,84 % | 0,52 % | 0,99 % | 0,69 % |
| Бєлгородська область               | 62,1 % | 54,73 % | 14,93 % | 13,73 % | 7,01 %  | 1,94 % | 0,78 % | 1,73 % | 1,20 % |
| Брянська область                   | 55,1 % | 63,91 % | 13,29 % | 10,80 % | 3,48 %  | 1,83 % | 0,76 % | 1,26 % | 1,43 % |
| Республіка Бурятія                 | 40,5 % | 43,34 % | 20,59 % | 13,54 % | 6,55 %  | 2,87 % | 1,17 % | 2,19 % | 0,83 % |
| Республіка Чечня                   | 94,9 % | 96,29 % | 0,02 %  | 0,01 %  | 1,12 %  | 0,96 % | 0,03 % | 0,11 % | 0,26 % |
| Челябінська область                | 44,4 % | 38,19 % | 12,02 % | 16,73 % | 17,48 % | 2,43 % | 2,14 % | 2,34 % | 1,80 % |
| Чукотський автономний округ        | 64,5 % | 58,80 % | 7,76 %  | 17,34 % | 3,13 %  | 1,62 % | 0,80 % | 2,17 % | 1,21 % |
| Республіка Чувашія                 | 59,3 % | 50,92 % | 13,42 % | 11,72 % | 10,69 % | 1,94 % | 1,01 % | 2,78 % | 1,02 % |
| Республіка Крим                    | 49,1 % | 72,80 % | 5,60 %  | 11,14 % | 2,06 %  | 1,26 % | 0,68 % | 1,07 % | 1,39 % |
| Республіка Дагестан                | 88,1 % | 88,90 % | 5,35 %  | 0,52 %  | 2,20 %  | 0,37 % | 0,15 % | 0,25 % | 0,32 % |
| Республіка Інгушетія               | 81,4 % | 72,41 % | 5,65 %  | 1,65 %  | 9,57 %  | 0,20 % | 0,20 % | 0,11 % | 3,85 % |
| Іркутська область                  | 34,6 % | 39,77 % | 24,08 % | 17,01 % | 5,19 %  | 3,09 % | 1,43 % | 1,95 % | 1,46 % |
| Івановська область                 | 38,5 % | 42,38 % | 18,08 % | 17,67 % | 7,31 %  | 3,07 % | 2,02 % | 2,53 % | 1,48 % |
| Єврейська автономна область        | 39,6 % | 45,03 % | 17,11 % | 21,90 % | 2,80 %  | 3,31 % | 0,93 % | 1,94 % | 0,98 % |
| Кабардино-Балкарська Республіка    | 90,1 % | 77,71 % | 18,90 % | 0,15 %  | 2,09 %  | 0,11 % | 0,04 % | 0,02 % | 0,06 % |
| Калінінградська область            | 44,0 % | 43,39 % | 13,99 % | 16,60 % | 5,62 %  | 2,76 % | 2,37 % | 2,21 % | 2,03 % |
| Республіка Калмикія                | 57,5 % | 70,61 % | 11,69 % | 4,29 %  | 3,18 %  | 1,56 % | 1,42 % | 1,24 % | 0,50 % |
| Калузька область                   | 43,1 % | 45,75 % | 15,95 % | 17,38 % | 6,21 %  | 2,40 % | 2,21 % | 2,41 % | 1,87 % |
| Камчатський край                   | 39,5 % | 46,70 % | 12,59 % | 21,31 % | 4,42 %  | 2,54 % | 1,40 % | 2,37 % | 1,42 % |
| Карачаєво-Черкеська Республіка     | 93,3 % | 81,67 % | 7,97 %  | 0,64 %  | 1,07 %  | 6,59 % | 0,40 % | 0,11 % | 0,20 % |
| Республіка Карелія                 | 39,6 % | 37,30 % | 13,05 % | 17,57 % | 10,09 % | 2,56 % | 7,80 % | 2,32 % | 1,42 % |
| Кемеровська область                | 86,7 % | 77,33 % | 7,21 %  | 7,72 %  | 4,51 %  | 0,60 % | 0,44 % | 0,35 % | 0,23 % |
| Хабаровський край                  | 36,9 % | 37,31 % | 16,46 % | 25,01 % | 4,52 %  | 3,31 % | 1,85 % | 2,99 % | 1,60 % |
| Республіка Хакасія                 | 39,4 % | 38,06 % | 20,90 % | 19,52 % | 7,17 %  | 3,49 % | 1,44 % | 2,09 % | 1,32 % |
| Ханти-Мансійський автономний округ | 39,2 % | 47,61 % | 9,69 %  | 22,31 % | 5,57 %  | 2,15 % | 1,13 % | 2,17 % | 2,25 % |
| Кіровська область                  | 41,9 % | 37,96 % | 13,58 % | 24,94 % | 9,46 %  | 2,64 % | 1,63 % | 2,38 % | 1,43 % |
| Республіка Комі                    | 40,7 % | 37,85 % | 12,49 % | 22,59 % | 8,82 %  | 3,67 % | 1,76 % | 3,51 % | 1,86 % |
| Костромська область                | 39,4 % | 36,56 % | 21,40 % | 18,85 % | 8,05 %  | 3,17 % | 1,77 % | 2,32 % | 2,73 % |
| Краснодарський край                | 51,2 % | 59,30 % | 12,63 % | 13,76 % | 3,69 %  | 1,98 % | 0,97 % | 1,62 % | 1,55 % |
| Красноярський край                 | 36,6 % | 40,45 % | 14,41 % | 20,26 % | 4,86 %  | 3,06 % | 1,57 % | 2,20 % | 1,84 % |
| Курганська область                 | 41,8 % | 41,51 % | 14,56 % | 18,83 % | 13,79 % | 3,03 % | 0,96 % | 1,93 % | 1,40 % |
| Курська область                    | 47,0 % | 51,70 % | 12,83 % | 15,66 % | 4,55 %  | 3,55 % | 1,28 % | 1,62 % | 1,24 % |
| Ленінградська область              | 44,1 % | 50,04 % | 10,37 % | 13,30 % | 9,61 %  | 2,22 % | 2,57 % | 2,13 % | 1,81 % |
| Липецька область                   | 52,6 % | 56,19 % | 13,68 % | 12,33 % | 5,96 %  | 1,99 % | 1,20 % | 2,50 % | 1,80 % |
| Магаданська область                | 40,5 % | 44,69 % | 14,84 % | 19,15 % | 7,72 %  | 2,74 % | 1,08 % | 2,51 % | 1,26 % |
| Республіка Марій Ел                | 53,3 % | 46,70 % | 27,28 % | 10,44 % | 4,60 %  | 4,11 % | 0,86 % | 1,23 % | 0,96 % |
| Республіка Мордовія                | 83,0 % | 84,36 % | 5,16 %  | 5,19 %  | 2,49 %  | 0,60 % | 0,31 % | 0,33 % | 0,29 % |
| Москва                             | 35,2 % | 37,76 % | 13,90 % | 13,09 % | 6,54 %  | 1,97 % | 9,53 % | 2,93 % | 3,52 % |
| Московська область                 | 37,9 % | 45,99 % | 15,24 % | 14,89 % | 5,02 %  | 2,04 % | 3,45 % | 2,56 % | 2,57 % |
| Мурманська область                 | 39,7 % | 41,98 % | 11,13 % | 19,97 % | 8,72 %  | 2,73 % | 2,28 % | 3,26 % | 1,79 % |
| Ненецький автономний округ         | 44,8 % | 41,11 % | 18,45 % | 21,80 % | 4,41 %  | 2,87 % | 1,23 % | 2,24 % | 2,22 % |
| Нижньогородська область            | 44,4 % | 58,15 % | 12,83 % | 12,36 % | 5,11 %  | 2,26 % | 1,30 % | 1,69 % | 1,70 % |
| Республіка Північна Осетія         | 85,6 % | 67,09 % | 22,18 % | 1,75 %  | 1,86 %  | 0,74 % | 0,15 % | 0,25 % | 0,98 % |
| Новгородська область               | 39,8 % | 40,05 % | 15,67 % | 16,18 % | 12,60 % | 2,58 % | 2,81 % | 2,33 % | 1,34 % |
| Новосибірська область              | 34,9 % | 38,26 % | 19,55 % | 19,55 % | 5,61 %  | 3,48 % | 2,30 % | 1,82 % | 3,13 % |
| Омська область                     | 38,7 % | 36,32 % | 25,21 % | 15,61 % | 6,24 %  | 4,55 % | 1,91 % | 1,72 % | 1,27 % |
| Оренбурзька область                | 41,6 % | 40,85 % | 18,38 % | 22,66 % | 5,39 %  | 3,08 % | 1,35 % | 1,68 % | 1,04 % |
| Орловська область                  | 53,5 % | 47,93 % | 17,86 % | 15,33 % | 5,63 %  | 3,74 % | 1,10 % | 1,73 % | 1,13 % |
| Пензенська область                 | 60,6 % | 64,26 % | 12,48 % | 10,02 % | 4,44 %  | 2,12 % | 1,03 % | 1,37 % | 0,89 % |
| Пермський край                     | 35,1 % | 42,65 % | 14,24 % | 15,75 % | 9,02 %  | 3,36 % | 3,07 % | 2,24 % | 1,45 % |
| Приморський край                   | 37,3 % | 38,99 % | 17,95 % | 19,66 % | 5,16 %  | 3,38 % | 1,79 % | 3,80 % | 1,87 % |
| Псковська область                  | 42,1 % | 45,15 % | 17,41 % | 14,23 % | 7,27 %  | 2,59 % | 4,14 % | 2,17 % | 1,47 % |
| Ростовська область                 | 48,2 % | 58,79 % | 13,60 % | 12,49 % | 4,34 %  | 2,29 % | 1,18 % | 1,58 % | 1,53 % |
| Рязанська область                  | 43,3 % | 54,42 % | 13,99 % | 14,99 % | 5,00 %  | 2,58 % | 1,34 % | 1,85 % | 1,49 % |
| Санкт-Петербург                    | 32,5 % | 39,71 % | 11,31 % | 11,36 % | 6,90 %  | 1,23 % | 9,08 % | 2,19 % | 2,62 % |
| Республіка Саха                    | 48,1 % | 46,42 % | 14,35 % | 10,70 % | 15,20 % | 3,14 % | 1,16 % | 2,34 % | 1,56 % |
| Сахалінська область                | 37,1 % | 45,44 % | 15,44 % | 20,03 % | 3,40 %  | 3,25 % | 1,74 % | 3,00 % | 1,72 % |
| Самарська область                  | 52,8 % | 50,77 % | 15,94 % | 14,27 % | 4,47 %  | 2,75 % | 1,99 % | 1,44 % | 1,33 % |
| Саратовська область                | 64,4 % | 68,17 % | 10,36 % | 9,36 %  | 4,22 %  | 2,06 % | 0,89 % | 0,76 % | 1,03 % |
| Севастополь                        | 47,0 % | 53,78 % | 12,07 % | 15,36 % | 5,09 %  | 1,90 % | 0,65 % | 0,98 % | 2,29 % |
| Смоленська область                 | 40,3 % | 48,13 % | 15,82 % | 19,42 % | 4,35 %  | 2,23 % | 1,33 % | 2,10 % | 1,38 % |
| Ставропольський край               | 42,0 % | 54,26 % | 13,19 % | 15,52 % | 4,34 %  | 2,67 % | 0,99 % | 1,72 % | 1,29 % |
| Свердловська область               | 41,4 % | 40,53 % | 11,88 % | 16,54 % | 13,20 % | 2,61 % | 2,90 % | 3,03 % | 1,57 % |
| Тамбовська область                 | 49,2 % | 63,51 % | 10,77 % | 7,76 %  | 3,89 %  | 1,76 % | 0,87 % | 0,94 % | 7,21 % |
| Республіка Татарстан               | 78,7 % | 85,27 % | 4,07 %  | 2,25 %  | 2,26 %  | 3,02 % | 0,55 % | 0,49 % | 0,41 % |
| Томська область                    | 33,8 % | 40,67 % | 12,58 % | 20,46 % | 7,33 %  | 3,52 % | 3,71 % | 1,91 % | 1,45 % |
| Тульська область                   | 45,6 % | 53,02 % | 14,41 % | 14,28 % | 4,47 %  | 2,61 % | 1,76 % | 2,60 % | 1,79 % |
| Республіка Тива                    | 89,7 % | 82,61 % | 4,17 %  | 3,12 %  | 4,35 %  | 1,15 % | 0,93 % | 0,94 % | 0,25 % |
| Тверська область                   | 41,6 % | 45,00 % | 15,23 % | 16,35 % | 9,61 %  | 2,18 % | 1,92 % | 2,26 % | 1,94 % |
| Тюменська область                  | 81,1 % | 58,35 % | 12,27 % | 14,12 % | 11,45 % | 0,50 % | 0,39 % | 0,53 % | 0,35 % |
| Республіка Удмуртія                | 44,4 % | 50,52 % | 13,93 % | 12,28 % | 8,91 %  | 2,24 % | 1,19 % | 1,82 % | 1,15 % |
| Ульяновська область                | 52,3 % | 48,46 % | 19,16 % | 15,99 % | 3,34 %  | 3,24 % | 1,23 % | 1,89 % | 1,13 % |
| Владимирська область               | 38,4 % | 45,20 % | 13,03 % | 17,96 % | 7,61 %  | 3,37 % | 1,77 % | 3,04 % | 1,94 % |
| Волгоградська область              | 42,1 % | 50,64 % | 14,94 % | 16,17 % | 5,61 %  | 2,53 % | 1,76 % | 1,82 % | 1,27 % |
| Вологодська область                | 40,8 % | 37,21 % | 13,87 % | 21,40 % | 10,54 % | 2,76 % | 2,43 % | 4,03 % | 1,40 % |
| Воронезька область                 | 53,7 % | 58,67 % | 15,59 % | 9,25 %  | 7,07 %  | 1,98 % | 0,97 % | 1,28 % | 1,48 % |
| Ямало-Ненецький автономний округ   | 74,3 % | 67,14 % | 6,86 %  | 14,02 % | 4,74 %  | 1,15 % | 0,67 % | 0,90 % | 0,73 % |
| Ярославська область                | 37,8 % | 38,43 % | 16,04 % | 17,36 % | 10,27 % | 2,19 % | 3,77 % | 2,51 % | 2,50 % |
| Забайкальський край                | 38,9 % | 39,87 % | 15,93 % | 26,40 % | 4,17 %  | 3,38 % | 0,82 % | 2,13 % | 1,19 % |

Примітка: ЄР — Єдина Росія, КПРФ — Комуністична партія Російської Федерації, ЛДПР — Ліберально-демократична партія Росії, СР — Справедлива Росія, КР — Комуністи Росії, РППС — Російська партія пенсіонерів за справедливість

## Фальшування виборів
- В день голосування в мережі інтернет з'явилось відео про «вкидання» бюлетенів в Ростові-на-Дону. Через декілька годин був зафільмований ще один факт вкидання на тій самій дільниці[7][8].
- Факт «вкидання» бюлетенів був зафільмований у Каспійську[9].
- Аналіз результатів виборів методами математичної статистики показав, що до 45 % голосів за партію Єдина Росія виявились фальшованими[10][11].
- На саратовському окрузі з 1885 виборчих дільниць на понад 100 дільницях партія Єдина Росія отримала один і той самий результат — 62,2 % голосів. Саратовський виборчий комітет пояснив це звичайним збігом[12]. За приблизними оцінками, ймовірність такого «збігу» становить 1 на 10 у сотому ступені (так званий гугол)[13].

## Оцінки

### Оцінка виборів міжнародною спільнотою
Вибори 2016 року, окрім іншого, вперше відбувались в Криму як на тимчасово окупованій території. Як наслідок, політичне керівництво ряду країн, включаючи Україну, та міжнародних організацій висловило своє несприйняття результатів цих виборів в Криму (а це 4 депутати-мажоритарники та 250 депутатів за партійними списками). Така позиція може мати для Росії серйозні або, навіть, катастрофічні наслідки, оскільки легітимність Державної Думи, її рішень та призначень, включаючи Уряд РФ, поставлена під сумнів або прямо не визнається. Про невизнання результатів в тій чи іншій формі заявили ПАРЄ, Україна, США, Естонія, Литва, Румунія, Швеція, Данія, Канада, Франція, Німеччина, Японія.

### Оцінка виборів Україною
20 вересня 2016 Верховна Рада України прийняла Заяву про невизнання легітимності виборів до Державної Думи Федеральних Зборів Російської Федерації сьомого скликання, їх результатів та правових наслідків, та відповідно, складу, повноважень, актів та рішень Державної Думи Федеральних Зборів Російської Федерації сьомого скликання. Зокрема, за словами народного депутата України Володимира Ар'єва будь-які закони або підзаконні акти, створені російською Держдумою, будуть вважатися нелегітимними для прийняття українською стороною в міжнародних відносинах.

## Цікаві факти
- Російська ЦВК «розсекретила» кількість своїх військових у Сирії, оголосивши число осіб, що проголосували у Дамаску. На виборах президента Росії в 2012 і виборах до Держдуми 2011 в Сирії голосувало в чотири рази менше виборців[18].